# Decemberunderground
Decemberunderground è un album del gruppo rock AFI. Più pop e più goth dei precedenti lavori, testi enigmatici e melodie ricercate, l'album ha scalato la classifica americana, vincendo anche il titolo di Best Rock Video agli MTV Video Music Awards del 2006.

## Tracce
1. Prelude 12/21 – 1:34
2. Kill Caustic – 2:39
3. Miss Murder – 3:26
4. Summer Shudder – 3:06
5. The Interview – 4:16
6. Love Like Winter – 2:45
7. Affliction – 5:28
8. The Missing Frame – 4:40
9. Kiss and Control – 4:18
10. The Killing Lights – 4:04
11. 37mm – 3:55
12. Endlessly, She Said – 4:28

## Formazione
- Davey Havok – cantante
- Jade Puget – chitarra, voce secondaria
- Hunter Burgan – basso, voce secondaria
- Adam Carson – batteria, voce secondaria

## Produttori
- Produttore: Jerry Finn
- Assistente mixer: Jerry Finn and Chris Lord-Alge
- Assistente tecnico: Joe McGrath
- Assistente: Jake Davies
- Assistente tecnico: Seth Waldmann, Jason Gossman, Kevin Mills, Eric Weaver, Dimitar Krnjaic, e Keith Armstrong
- Tecnico batteria: Mike Fasano
- Programmatore e Compositore: Jade Puget, Hunter Burgan, Ronan Harris, e Dave McCracken
- Registrato al Conway Recording Studios e Sage & Sound Recording Studios
- Mixato al Conway Recording Studios e Resonate Music
- Masterizzato allo Sterling Sound, NYC da Ten Jensen
- A&R: Luke Wood
- Direttore artistico e designer: Morning Breath Inc.
- Illustratore: Alan Forbes
- Fotografia: James Minchin